# Iodopleura pipra
La cotinguita pipra o cotinga de garganta crema (Iodopleura pipra) es una especie de ave de la familia Tityridae, que se encuentra en Brasil.

## Hábitat
Es endémica de la mata atlántica, del oriente de Brasil. Es cada vez más difícil encontrarla debido a la pérdida de hábitat.

## Descripción
Mide 9 cm de longitud. El plumaje es suave y denso, de color gris, con la garganta y las coberteras inferiores de la cola rosadas acaneladas, las partes inferiores presentan matices blancos y grises. las alas son largas y la cola corta. El macho posee un penacho gris y al lado del pecho, bajo las alas, un mechón de plumas largas y sedosas de color violáceo y cuando está excitado muestra la zona violeta, un poco erizada, apartando ligeramente las alas.
Su llamado es un silbato agudo y bisilábico, un descendente si-si.

## Alimentación
Se alimenta de bayas de hierbas y de insectos que atrapa en vuelo.

## Reproducción
Se reproduce durante el invierno. Anida en las tierras bajas del litoral; construye un nido en forma de cesta, sobre ramas secas, decorándolo con líquenes como forma de camuflaje. La hembra pone generalmente un solo huevo.

## Taxonomía
Tradicionalmente había sido clasificada dentro de la familia Cotingidae, pero evidencia fuerte ha sido situada ahora en Tityridae, por el SACC.
Han sido identificadas dos subespecies: Iodopleura pipra pipra en el sudeste y Iodopleura pipra leucopygia en el nordeste (en peligro de extinción).